# Terre-de-Bancalié
Terre-de-Bancalié – gmina we Francji, w regionie Oksytania, w departamencie Tarn. W 2016 roku liczba ludności wynosiła 1735 mieszkańców. 
Gmina została utworzona 1 stycznia 2019 roku z połączenia sześciu ówczesnych gmin: Roumégoux, Ronel, Saint-Antonin-de-Lacalm, Saint-Lieux-Lafenasse, Terre-Clapier oraz Le Travet. Siedzibą gminy została miejscowość Roumégoux. 